# Flora (Indiana)
Flora és una població dels Estats Units a l'estat d'Indiana. Segons el cens del 2000 tenia 2.227 habitants.

## Demografia
Segons el cens del 2000, Flora tenia 2.227 habitants, 906 habitatges, i 609 famílies. La densitat de població era de 834,8 habitants/km².
Dels 906 habitatges en un 29,4% hi vivien nens de menys de 18 anys, en un 53,8% hi vivien parelles casades, en un 9,6% dones solteres, i en un 32,7% no eren unitats familiars. En el 29,4% dels habitatges hi vivien persones soles el 15,6% de les quals corresponia a persones de 65 anys o més que vivien soles. El nombre mitjà de persones vivint en cada habitatge era de 2,36 i el nombre mitjà de persones que vivien en cada família era de 2,91.
Per edats la població es repartia de la següent manera: un 23,6% tenia menys de 18 anys, un 8,6% entre 18 i 24, un 26,4% entre 25 i 44, un 19,9% de 45 a 60 i un 21,5% 65 anys o més.
L'edat mediana era de 39 anys. Per cada 100 dones de 18 o més anys hi havia 79,5 homes.
La renda mediana per habitatge era de 37.400$ i la renda mediana per família de 43.257$. Els homes tenien una renda mediana de 35.398$ mentre que les dones 20.281$. La renda per capita de la població era de 18.863$. Entorn del 4,4% de les famílies i el 6,3% de la població estaven per davall del llindar de pobresa.

## Poblacions més properes
El següent diagrama mostra les poblacions més properes.